# Pietro Frua
Pietro Frua (Torino, 2 maggio 1913 – Torino, 28 giugno 1983) è stato un imprenditore e designer italiano, uno dei più noti designer automobilistici italiani del Novecento.

## Biografia

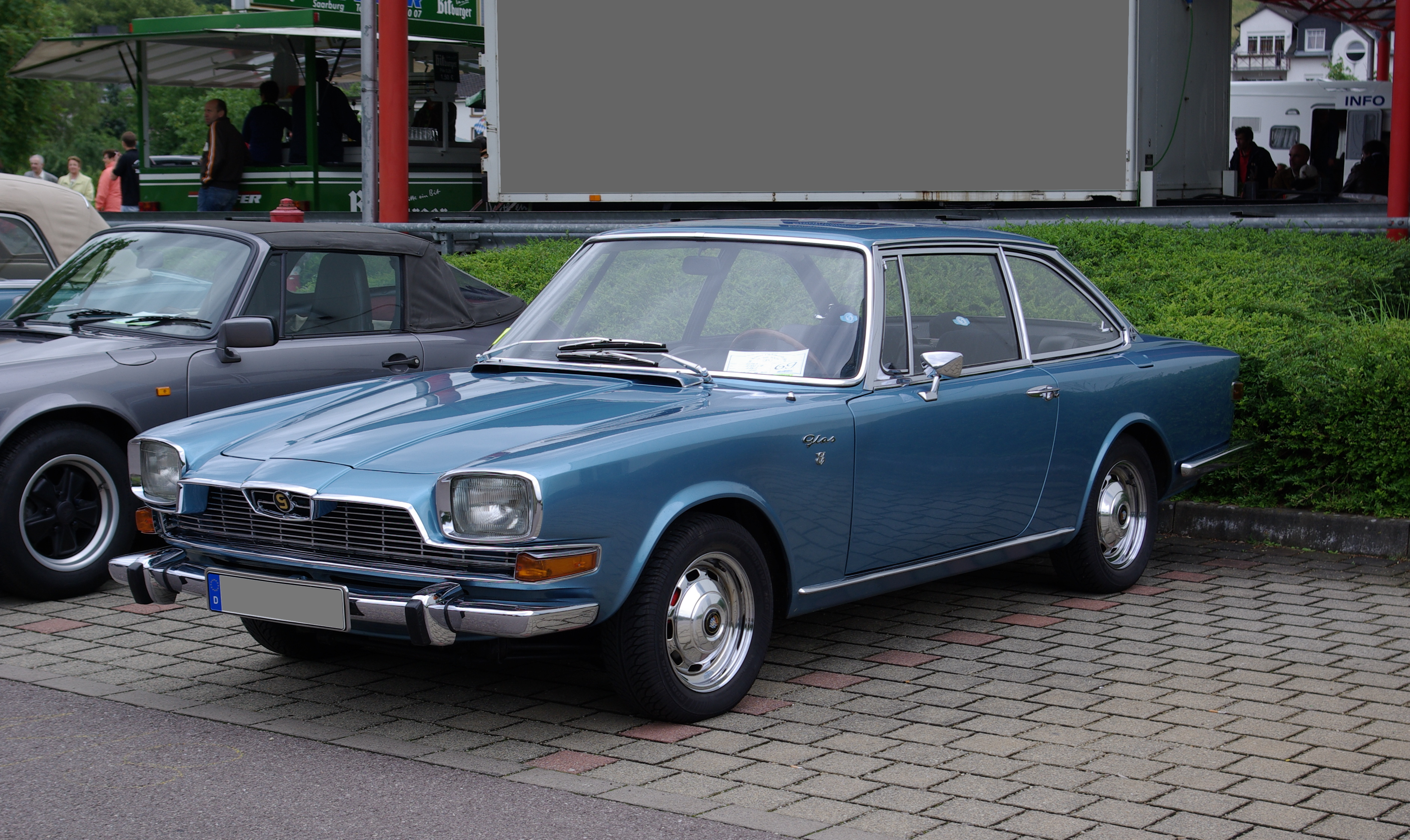
La Glas V8, la cui linea porta la firma di Pietro Frua

### I primi anni di vita
Nacque a Torino da Angela e Carlo Frua. La madre era una sarta, mentre il padre era impiegato alla Fiat, all'epoca ormai una salda realtà industriale, sebbene ancora giovane. Dopo aver conseguito il diploma di disegnatore tecnico presso la Scuola allievi Fiat, venne assunto agli stabilimenti Farina con la stessa qualifica. Da lì cominciò una rapida carriera che lo portò, appena ventiduenne, a divenire Direttore del Centro Stile degli stabilimenti Farina.
Alla fine del 1939, in seguito al suo licenziamento, fu assunto dalla Viberti. Di lì a poco lo scoppio della Seconda guerra mondiale interruppe tutte le sue attività.

### Fondazione dell'attività in proprio

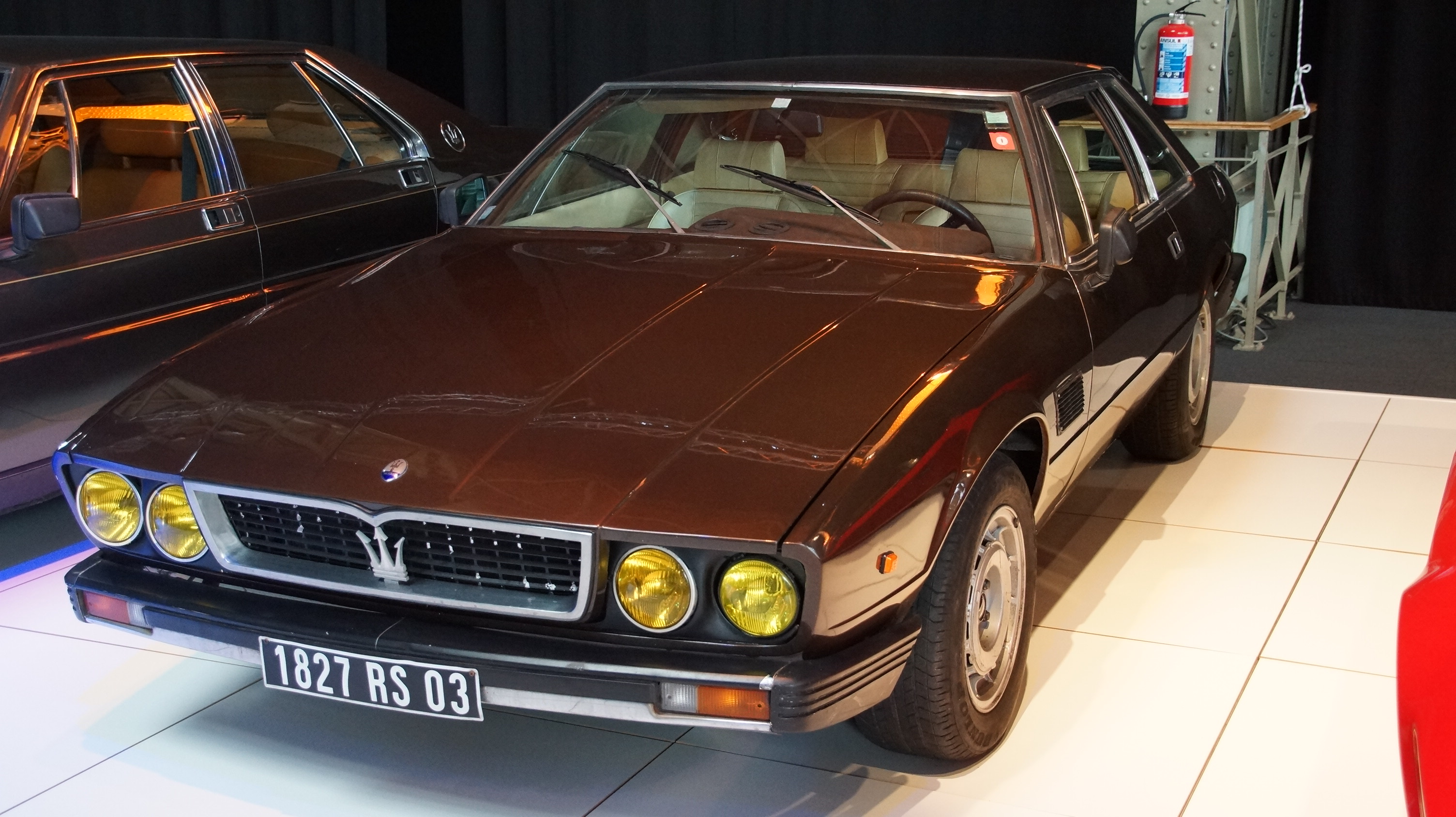
Maserati Kyalami realizzata da Frua insieme a Tjaarda

La situazione ricominciò a sollevarsi alla fine del conflitto: Frua si mise in proprio ed assunse 15 operai nella sua ditta. Sotto l'ala protettrice di Frua si formò Sergio Coggiola, più tardi fondatore dell'omonima carrozzeria.
La prima creazione dello studio di Frua è datata 1946 ed era una fuoriserie con carrozzeria di tipo spider su base Fiat 1100 C che ottenne il secondo premio di categoria al Concorso di eleganza di Villa d'Este nel 1947.

### Collaborazione con i grandi marchi

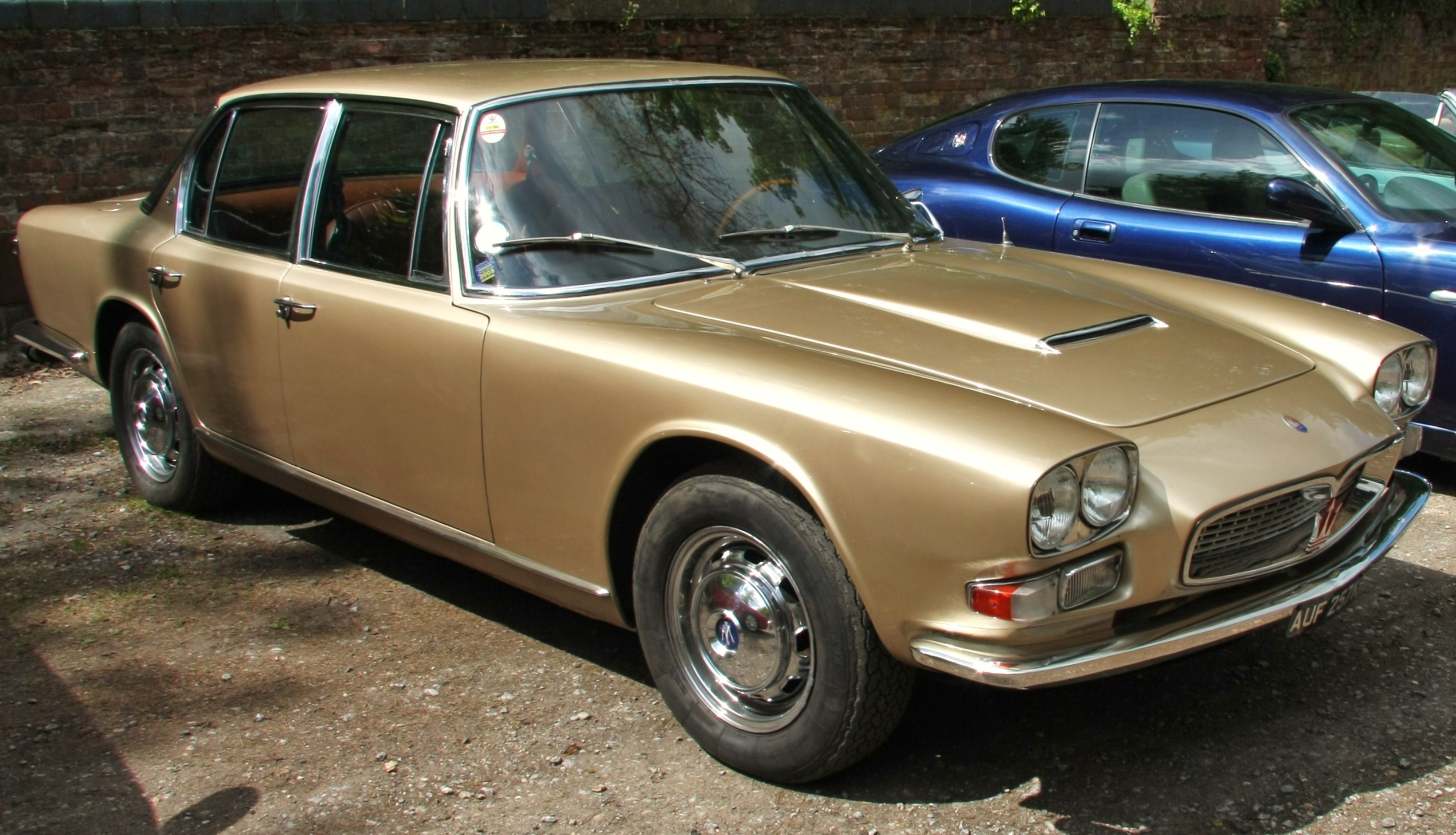
Una Maserati Quattroporte prima serie, una delle vetture più rappresentative realizzate dal designer italiano

Gli anni cinquanta furono dedicati in gran parte a studi e realizzazioni su basi Fiat, ma molto significative furono le sue collaborazioni con altri marchi, tra cui Maserati e Lancia. Per quanto riguarda i marchi stranieri, Frua lavorò nello stesso decennio anche a realizzazioni su basi Panhard e Renault. Verso la fine del decennio disegnò anche per la Carrosserie Ghia-Aigle, la Carrosserie Italsuisse e per la torinese Carrozzeria Viotti.
Gli anni sessanta furono particolarmente prolifici per Frua; pur mantenendo stretti i rapporti con Fiat e Maserati, suo è il progetto della Maserati Quattroporte e della Maserati Mistral, si dedicò anche a molti lavori commissionatigli da marchi esteri. Molto significativa la produzione della quasi totalità dei modelli della tedesca Glas, poi assorbita dalla BMW.
Gli anni settanta videro realizzazioni su basi varie, senza predominanza di uno o di un altro marchio.
Nel 1982 gli venne diagnosticato un tumore maligno: si tentò un intervento, ma non ebbe esito felice. Pietro Frua morì all'ospedale delle Molinette il 28 giugno 1983 all'età di 70 anni.

## Modelli disegnati
- Renault Floride (1958)
- Volvo P1800 (1961)
- Maserati Mistral (1963)
- Maserati Quattroporte I (1963)
- Maserati Quattroporte "Aga Khan" (1963)
- AC 428 (1965)
- Glas V8 (1965)
- Monteverdi High Speed 375S (1967)
- Frua CD (1970)
- VW-Porsche 914/6 Hispano-Alemán (1971)
- Frua Camaro (1974)
- Maserati Kyalami (1976)
- Lamborghini Frua Faena (1978)